# Parlamentsvalget i Storbritannien 1987
Parlamentsvalget i Storbritannien 1987 blev afholdt den 11. juni 1987.

## Valgresultater
| Parti                   | Stemmer    | Mandater | Procent |
| ----------------------- | ---------- | -------- | ------- |
| Conservative Party      | 13.760.935 | 376      | 42.2%   |
| Labour Party            | 10.029.270 | 220      | 30.8%   |
| SDP–Liberal Alliance    | 7.341.651  | 22       | 22.6%   |
| Scottish National Party | 416.473    | 3        | 1.3%    |
| Ulster Unionist Party   | 276.230    | 9        | 0.8%    |
| Andre                   |            |          | 2.2%    |

Alle partier med mere end 275.000 stemmer er listet i tabellen